# مارکو لانا
مارکو لانا (به ایتالیایی: Marco Lanna) بازیکن فوتبال و اهل ایتالیا است که از سال ۱۹۹۲ میلادی عضو تیم ملی فوتبال ایتالیا بوده و در ۲ بازی ملی حضور داشته‌است؛ او در بازی‌های ملی‌اش گلی به ثمر نرساند.
مارکو لانا آخرین بازی ملی خود را در سال ۱۹۹۴ میلادی انجام داد؛ مارکو لانا هم اکنون رییس موقت باشگاه سمپدوریاست.

## دوران باشگاهی
لانا که در جنوا متولد شده بود، کار خود را با باشگاه سمپدوریا آغاز کرد و با قراردادی چهار ساله به مبلغ ۸۰۰ میلیون لیره در سال به رم رفت؛ او باشگاه را در پایان قراردادش ترک کرد و به عنوان بازیکن آزاد به باشگاه سالامانکا اسپانیا پیوست، و پس از دو سال دیگر، به رئال ساراگوسا رفت.
او بین سال‌های ۱۹۹۲ و ۱۹۹۳ میلادی دو بازی ملی برای ایتالیا انجام داد، از جمله در یک بازی مقدماتی جام جهانی شرکت نمود.

## دوران مدیریتی
در آگوست ۲۰۱۱ لانا به عنوان مدیر فوتبال پیاچنزا منصوب شد. او در ژانویه ۲۰۱۲ باشگاه را ترک کرد.
در ۲۷ دسامبر ۲۰۲۱، پس از استعفای ماسیمو فررو، او به عنوان رئیس جدید سمپدوریا منصوب شد.